# Vilém König
Vilém König, aussi connu sous le nom de Ludwig Wilem König, né le 18 septembre 1903 à Prague et mort le 5 mars 1973, est un footballeur autrichien puis tchécoslovaque évoluant au poste de milieu de terrain.

## Carrière
König commence sa carrière au SK Viktoria Žižkov en 1925. Il est sélectionné en équipe de Tchécoslovaquie le 13 juin 1926 pour un match amical contre la Suède. Il remporte avec le Viktoria Žižkov le championnat de Tchécoslovaquie 1927-1928. En 1930, il rejoint le SK Slavia Prague, champion national en 1931 ; il est ensuite joueur du SK Liben, relégué à la fin de la saison 1932-1933. Il compte en tout 48 apparitions dans l'élite tchécoslovaque et cinq matchs en Coupe Mitropa.
König évolue lors de la saison 1933-1934 à l'Admira Vienne qui est sacré championne d'Autriche. Le milieu de terrain quitte ensuite l'Europe centrale pour la France et l'Olympique de Marseille, jouant lors de la saison 1934-1935 huit matchs de championnat et un 32e de finale de la coupe de France, qui sera remportée par les Marseillais.
König devient ensuite entraîneur après la guerre. Il entraîne de 1946 à 1947 le SK Kladno, qui se classe 3e à l'issue de la saison, et de 1950 à 1951 le Slavia Prague.